# Isocapnia mogila
Isocapnia mogila är en bäcksländeart som beskrevs av William Edwin Ricker 1959. Isocapnia mogila ingår i släktet Isocapnia och familjen småbäcksländor. Inga underarter finns listade i Catalogue of Life.